# Montour County
Montour County ist ein County im Bundesstaat Pennsylvania der Vereinigten Staaten. Bei der Volkszählung im Jahr 2020 hatte das County 18.136 Einwohner und eine Bevölkerungsdichte von 54 Einwohner pro Quadratkilometer. Der Verwaltungssitz (County Seat) ist Danville.

## Geschichte
Das County wurde am 3. Mai 1850 gebildet. Die Benennung geht auf die irokesische Dolmetscherin Catherine Montour (1686–1752) zurück.

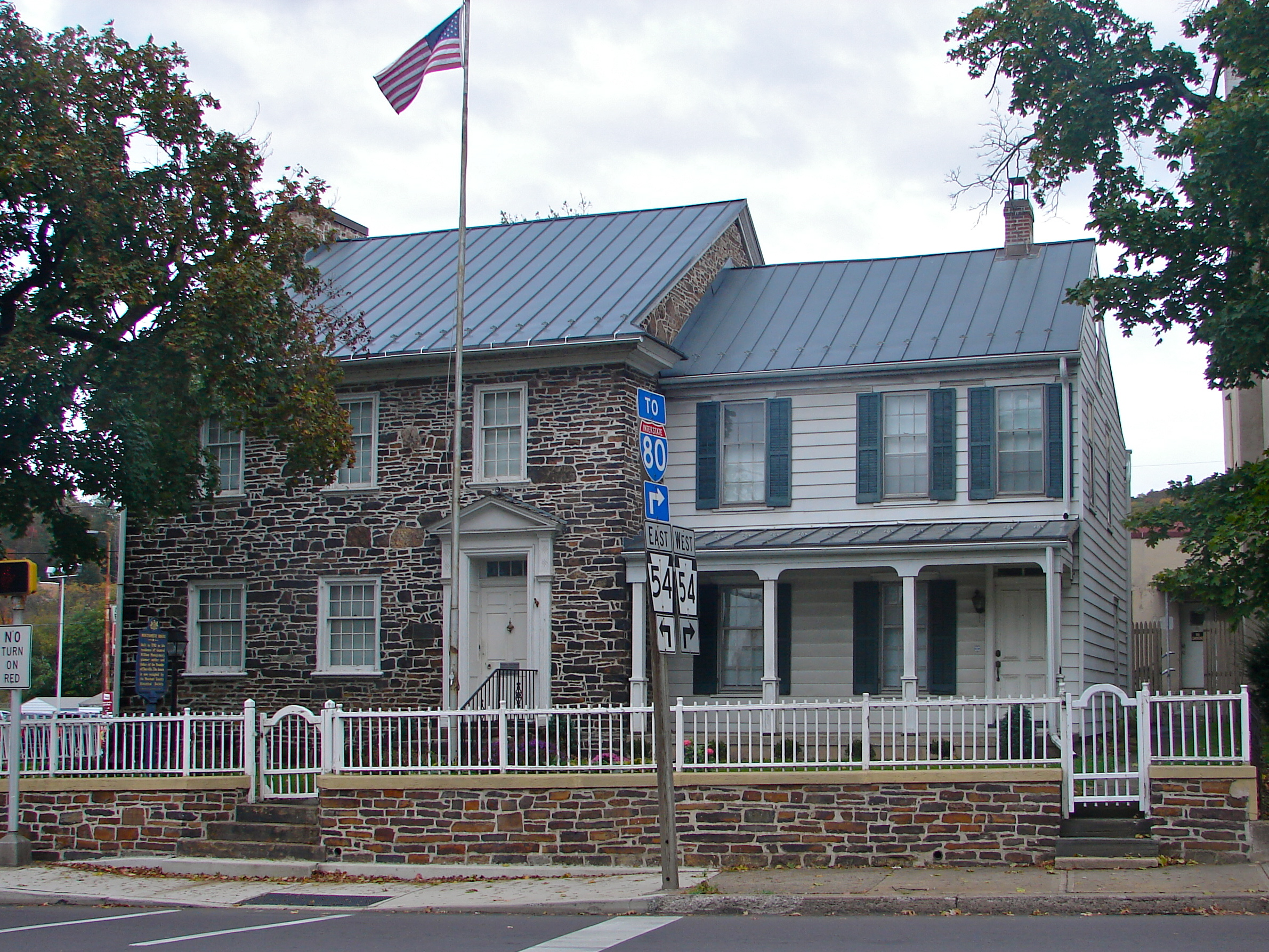
Das General William Montgomery House ist einer von sechs Einträgen des Countys im NRHP.

Sechs Bauwerke und Stätten des Countys sind im National Register of Historic Places (NRHP) eingetragen (Stand 24. Juli 2018).

## Geographie
Das County hat eine Fläche von 343 Quadratkilometern, wovon 4 Quadratkilometer Wasserfläche sind.

## Bevölkerungsentwicklung

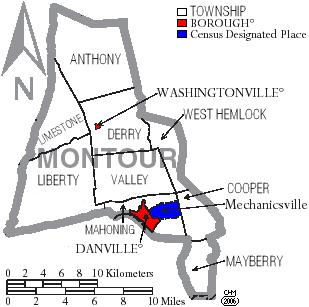
Karte des Montour Countys

## Städte und Ortschaften
- Anthony Township
- Cooper Township
- Danville
- Derry Township
- Liberty Township
- Limestone Township
- Mahoning Township
- Mayberry Township
- Mechanicsville
- Valley Township
- Washingtonville
- West Hemlock Township